# Heterospilus corsicus
Heterospilus corsicus är en stekelart som först beskrevs av Marshall 1888.  Heterospilus corsicus ingår i släktet Heterospilus och familjen bracksteklar. Inga underarter finns listade i Catalogue of Life.